# Rowland Brown
Pour les articles homonymes, voir Brown.
Rowland Brown est un scénariste et réalisateur américain né le 6 novembre 1897 à Akron, Ohio (États-Unis), mort le 6 mai 1963 à Costa Mesa (États-Unis).

## Filmographie

### comme scénariste
- 1929 : Fugitives (en) de William Beaudine
- 1929 : Points West (en) d'Arthur Rosson
- 1931 : Fortunes rapides (Quick Millions) de lui-même
- 1931 : Skyline de Sam Taylor
- 1932 : State's Attorney (en) de George Archainbaud
- 1932 : What Price Hollywood? de George Cukor
- 1932 : Au seuil de l'enfer (Hell's Highway) de Rowland Brown et John Cromwell
- 1933 : La Boule rouge (Blood Money) de lui-même
- 1934 : Leave It to Blanche d'Harold Young
- 1935 : Widow's Might (en) de Cyril Gardner
- 1936 : Au seuil de la vie (The Devil is a Sissy) réalisé avec W. S. Van Dyke
- 1939 : The Lady's from Kentucky d'Alexander Hall
- 1940 : Johnny Apollo de Henry Hathaway

### comme réalisateur
- 1931 : Fortunes rapides (Quick Millions)
- 1932 : Au seuil de l'enfer (film, 1932) (Hell's Highway)
- 1933 : La Boule rouge (Blood Money)